# SIMPLE (алгоритм)
Алгоритм SIMPLE — один из распространённых методов численного решения уравнений Навье — Стокса. Название метода является аббревиатурой от первых букв составляющих его слов (SIMPLE — Semi-Implicit Method for Pressure Linked Equations, полунеявный метод для уравнений со связью по давлению).
Алгоритм SIMPLE был разработан в начале 1970 годов Брайаном Сполдингом и его студентом Сухасом Патанкаром, работавшими в Имперском колледже Лондона. С тех пор он использовался во множестве работ для решения различных задач гидродинамики и теплопереноса и послужил основой для развития целого класса численных методов.
В 1979 году Патанкар предложил модифицированный вариант алгоритма, получивший название SIMPLER (SIMPLE Revised). Другие усовершенствования алгоритма (используются, например, в ANSYS Fluent) — методы PISO (Pressure implicit with splitting of operators) и SIMPLE-C (SIMPLE-Consistent).
В силу своей относительной простоты алгоритм описан во многих учебниках по численным методам в гидродинамике.